# Glypta angelica
Glypta angelica là một loài tò vò trong họ Ichneumonidae.